# Kenta Kanō
Kenta Kanō (jap. 狩野 健太 Kanō Kenta; ur. 2 maja 1986) – japoński piłkarz występujący na pozycji pomocnika. Obecnie występuje w Kawasaki Frontale.

## Kariera klubowa
Od 2005 roku występował w klubach Yokohama F. Marinos, Kashiwa Reysol i Kawasaki Frontale.